# Sebastián Izquierdo
Sebastián Izquierdo SJ (* 29. Januar 1601 in Alcaraz (Albacete); † 20. Februar 1681 in Rom) war ein spanischer Jesuit, Theologe und Philosoph.

## Leben und Wirken

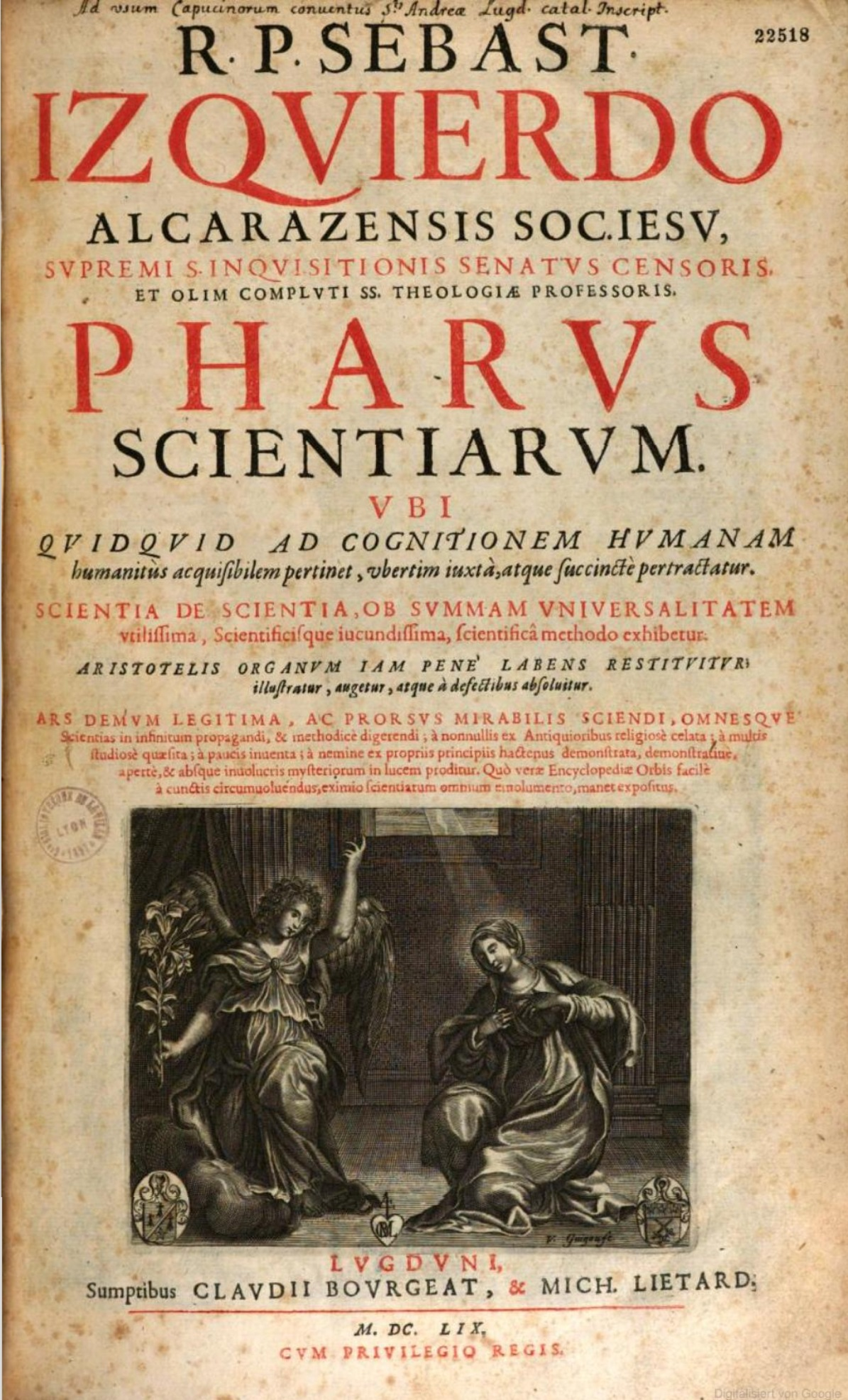
Titelseite des Pharus scientiarum, Lyon 1659

Sebastián Izquierdo trat im Januar 1623 in Madrid in die Gesellschaft Jesu ein, nachdem er in Alcalá de Henares den Titel eines Magisters der Philosophie erworben hatte. Ab 1641 lehrte er Philosophie und Theologie in Alcalá, Murcia und Madrid. 1659 erschien in Lyon sein Pharus scientiarum, worin er Scholastik und Erfahrungswissenschaft durch eine Schärfung der kombinatorischen Techniken zu einer „Ars universalis sciendi“ zu verbinden sucht. Izquierdo steht, wie Kepler, wie später Leibniz (der sich auf Izquierdo bezieht), in der breiten Strömung des neuen Lullismus. Kennzeichen seiner „Neuen Kunst des Wissens“ ist nicht nur der Universalitätsanspruch der Kombinatorik, sondern eine apriorische Grundlegung der Wissenschaft und das Bemühen, die Geltung der universalen Harmonie erkenntnistheoretisch auf axiomatische Schlüssigkeit zu stützen.